# Freya Aelbrecht
Freya Aelbrecht (Genk, 10 februari 1990) is een voormalig Belgisch volleybalster. Ze speelde als middenaanvalster. Anno 2025 is ze actief in het openwaterzwemmen.

## Levensloop
Aelbrecht begon op elfjarige leeftijd met volleyballen bij VC Zutendaal, later maakte ze de overstap naar Kivola Riemst. Met deze club maakte ze de opgang van tweede provinciale reeks naar eerste divisie mee. Vervolgens ging ze aan de slag bij Datovoc Tongeren, waarmee ze in haar eerste seizoen in ereklasse onmiddellijk Supercup won. Vanaf 2008 verdedigde Aelbrecht de kleuren van Asterix Kieldrecht. Met deze club werd ze driemaal landskampioen (2010, 2011 en 2012), won ze tweemaal de Beker van België (2010 en 2011) en bereikte ze in 2010 de finale van de Challenge Cup (waarin Dresdner SC te sterk bleek). Daarnaast werd ze als speelster van deze club tweemaal verkozen tot 'Volleybalster van het Jaar' (2011 en 2012) en behaalde ze met Asterix twee overwinningen in de Supercup, met name in 2008-'09 en 2010-'11.
In de zomer van 2012 maakte ze de overstap naar Racing Club de Cannes. Met deze Franse club won ze in 2013 en 2014 zowel de landstitel als het bekerkampioenschap. Hierop aansluitend verdedigde ze in 2014-'15 de kleuren van het Italiaanse Busto Arsizio, waarmee ze dat seizoen de finale van de Champions League bereikte. Deze werd evenwel van het Turkse Eczacıbaşı VitrA verloren, Aelbrecht - die net hersteld was van een blessure aan de voorste kruisbanden - kwam hierin zelf niet tot spelen. In 2015 kwam ze uit voor Volley Bergamo., waarmee ze de Italiaanse beker won. In 2016-'17 stond Aelbrecht op de loonlijst bij Pro Victoria Monza en in 2017-'18 op die van Volley Pesaro.
Vervolgens kwam Aelbrecht uit in de Japanse competitie bij Kurobe AquaFairies, het Turkse Türk Hava Yolları Spor Kulübü SK uit Istanbul, het Italiaanse Perugia Volley en het Poolse Radomka Radom. In het najaar van 2021 was Aelbrecht (samen met Valérie Courtois en Hélène Rousseaux) een van de speelsters die getuigde in het Canvas-programma De prijs van de winnaar over (mentaal) grensoverschrijdend gedrag door toenmalig bondscoach Gert Vande Broek. In 2022 ging ze aan de slag bij het Griekse Olympiacos, maar verliet deze club halfweg het seizoen voor het Italiaanse HR Macerata. In 2023 zette ze een punt achter haar spelerscarrière.
Daarnaast maakte Aelbrecht van 2006 tot 2019 deel uit van de Belgisch volleybalteam, de Yellow Tigers. Met de nationale equipe won ze zilver in Europese league van 2013 en brons op het Europees kampioenschap van 2013 te Berlijn. Op de Europese Spelen 2015 in Bakoe bereikte ze met de Yellow Tigers de kwartfinales, waarin ze werden uitgeschakeld door het Servisch team.
Na haar spelerscarrière ging Aelbrecht in augustus 2023 aan de slag als assistent-coach bij LVL Genk, een functie die ze combineerde met de coördinatie van de volley-academie van deze club. Een maand na haar aanstelling bij de Genkse club kwam er echter reeds een einde aan de samenwerking.